# VisioN-II
『VisioN-II』（ビジョン・ツー）は、VisioNの2作目のオリジナル・アルバム（20世紀Jr.からの派生アルバムと考えると通算4枚目)。1992年11月20日にメディア・レモラスよりリリース。

## 解説
20世紀Jr.からVisioNに改名して2作目のアルバム。前作『直立猿人 〜ELECTOS#1〜』より約3年ぶりのリリース。シングル「君を探して」のc/w「すべて君しだい」、シングル「ラヴ・シーカー CAN'T STOP IT」、シングル「明日へのロング・ウェイ」が収録されている。

## 収録曲
1. ボン・ボヤージュ
2. 明日へのロング・ウェイ
3. ラヴ・シーカー CAN'T STOP IT
作詞：小室みつ子 作曲：MIYABI,YUKI,TERU,TAKE 編曲：VisioN
  - テレビアニメ『らんま1/2熱闘編』オープニングテーマ
4. ロンリー・ファイター
5. 輝ける日のために
6. デイドリーム
7. 密室のサーカス
8. すべて君しだい
9. ときめきの予感
10. 未来へ